# Посольство Финляндии на Украине
Посольство Финляндии на Украине (укр. Посольство Фінляндії в Україні) — дипломатическое представительство Финляндской Республики в столице Украины городе Киеве.

## История
Первым дипломатическим представителем Финляндии на Украине был приехавший в Киев в 1918 году Герман Гуммерус (интересы Украины в Финляндии представлял Константин Владимирович Лосский с резиденцией в Стокгольме).
30 декабря 1991 года Финляндия признала независимость Украины, а 26 февраля 1992 года были установлены финляндско-украинские дипломатические отношения.
С 3 апреля 1992 года в Киеве открылось посольство Финляндии, а в декабре того же года начало действовать посольство Украины в Хельсинки.